# Fruitvale (Colorado)
Fruitvale és una concentració de població designada pel cens dels Estats Units a l'estat de Colorado. Segons el cens del 2000 tenia 6.936 habitants.

## Demografia
Segons el cens del 2000, Fruitvale tenia 6.936 habitants, 2.656 habitatges, i 2.098 famílies. La densitat de població era de 861,1 habitants per km².
Dels 2.656 habitatges en un 33,7% hi vivien nens de menys de 18 anys, en un 69,1% hi vivien parelles casades, en un 6,9% dones solteres, i en un 21% no eren unitats familiars. En el 18,2% dels habitatges hi vivien persones soles el 9,3% de les quals corresponia a persones de 65 anys o més que vivien soles. El nombre mitjà de persones vivint en cada habitatge era de 2,61 i el nombre mitjà de persones que vivien en cada família era de 2,93.
Per edats la població es repartia de la següent manera: un 25,7% tenia menys de 18 anys, un 5,7% entre 18 i 24, un 26,3% entre 25 i 44, un 24,9% de 45 a 60 i un 17,4% 65 anys o més.
L'edat mediana era de 40 anys. Per cada 100 dones de 18 o més anys hi havia 93,3 homes.
La renda mediana per habitatge era de 44.438 $ i la renda mediana per família de 48.920 $. Els homes tenien una renda mediana de 35.500 $ mentre que les dones 22.702 $. La renda per capita de la població era de 19.044 $. Entorn del 2,8% de les famílies i el 2,7% de la població estaven per davall del llindar de pobresa.

## Poblacions més properes
El següent diagrama mostra les poblacions més properes.